# Inga bijuga
Inga bijuga é uma espécie vegetal da família Fabaceae.
Árvore conhecida apenas através de uma coleção botânica, encontrada a 2.200 metros de altitude, vinda da montanha Sororopán-tepuí, próximo a fronteira sul com a Guiana, próxima da cidade de Kavanayen, na Venezuela.